# Château des Modières
Le château des Modières est un château situé à Villebret, dans le département de l'Allier (France).

## Localisation
Le château est situé sur la commune de Villebret, dans le département de l'Allier en région Auvergne-Rhône-Alpes, à la limite de la commune de Lavault Sainte Anne, et à 3,5 km au nord-ouest de la ville de Néris-les-Bains.

## Description
Maison seigneuriale, dépendant de la châtellenie de Murat, au XIIe siècle, le château s'est progressivement étoffé pour apparaitre en tant que tel sur les cartes de Cassini. Il comporte aujourd'hui  un porche central datant de 1784 et deux ailes bâties respectivement aux XVIIe et XIXe siècles.[réf. nécessaire]
L'acte d'achat de 1666 mentionne une chapelle, aujourd'hui disparue.[réf. nécessaire]
M. Michel, propriétaire en 1884, prolongea les bâtiments par une grande aile typique de cette époque et il fit placer en façade les deux tours carrées entourant le porche. Il réalisa aussi la terrasse arrière et le tracé de la cour d'entrée avec sa grille monumentale.

## Toponymie
Le nom "Les Modières" pourrait désigner "la terre de Maud", implantation ayant suivi les invasions germaniques qui ont dévasté la région de Néris-les-Bains à partir de 275 ap. J.-C., ou plus simplement signifier "mauvais dires".

## Historique
Au XIIIe siècle, Hugues de La Faye, seigneur des Modières, accompagne le comte d'Archambault en croisade en Palestine. Cette famille de la Faye possède également les seigneuries d'Humes (Montlucon), Saint-Genest et du Creux.
L'édifice passe ensuite successivement aux familles de Chaslus, seigneur de La Brosse, de Verneix et des Montais, au XVe siècle, puis aux Roque jusqu'en 1666, date de la vente du fief à Denis Aumaistre, seigneur de la Garde et des Prugnes. 
En 1699, Jean-Gilbert Perrot d’Estivareilles, seigneur de Polier, Saint-Genest, achète la seigneurie. Les Perrot resteront propriétaires jusqu'en 1785, date à laquelle Geneviève Perrot des Modières épouse Jean Pierre de la Brosse, écuyer.
Par héritage, vers 1840, la propriété est transmise à Marie-François-Emile Vilatte de Peufeilhoux, juge de paix à Montluçon, puis par mariage, en 1848, à la famille Michel, dite Michel des Modières. Le château est modernisé à la fin du XIXe siècle, lorsque la vie mondaine prend son essor à Néris-les-Bains.